# 케이폰

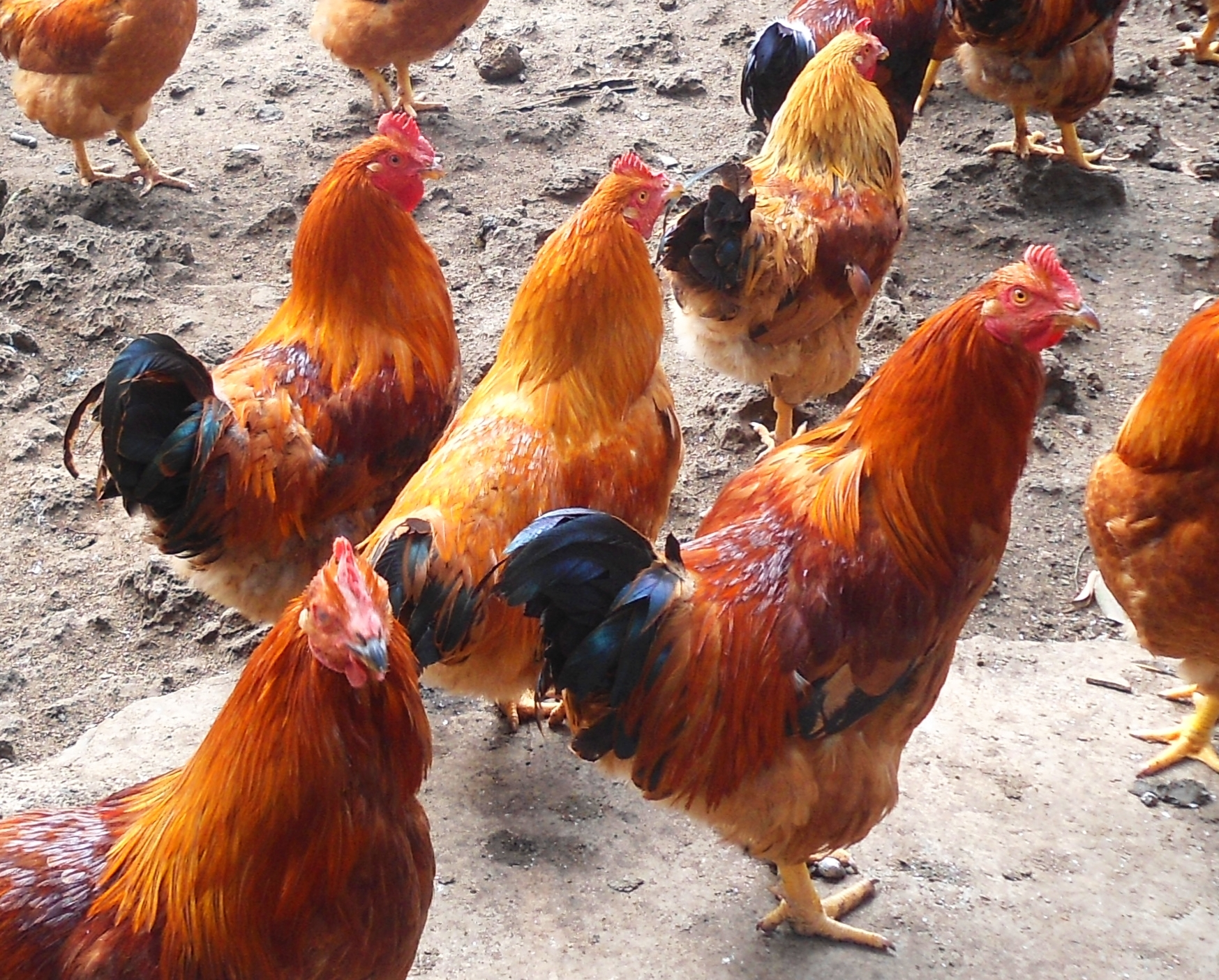
중국 하이난의 거세된 수탉들. 머리, 볏, 고기수염이 작다는 특징을 보인다.

케이폰(영어: capon, 라틴어: cāpō에서 유래됨, 속격 cāpōnis)은 고기의 품질을 높이기 위해 물리적 또는 화학적 방법으로 거세되거나 중성화된 수탉을 말하며, 스페인과 같은 일부 국가에서는 강제 급식을 통해 살을 찌우기도 한다.

## 역사

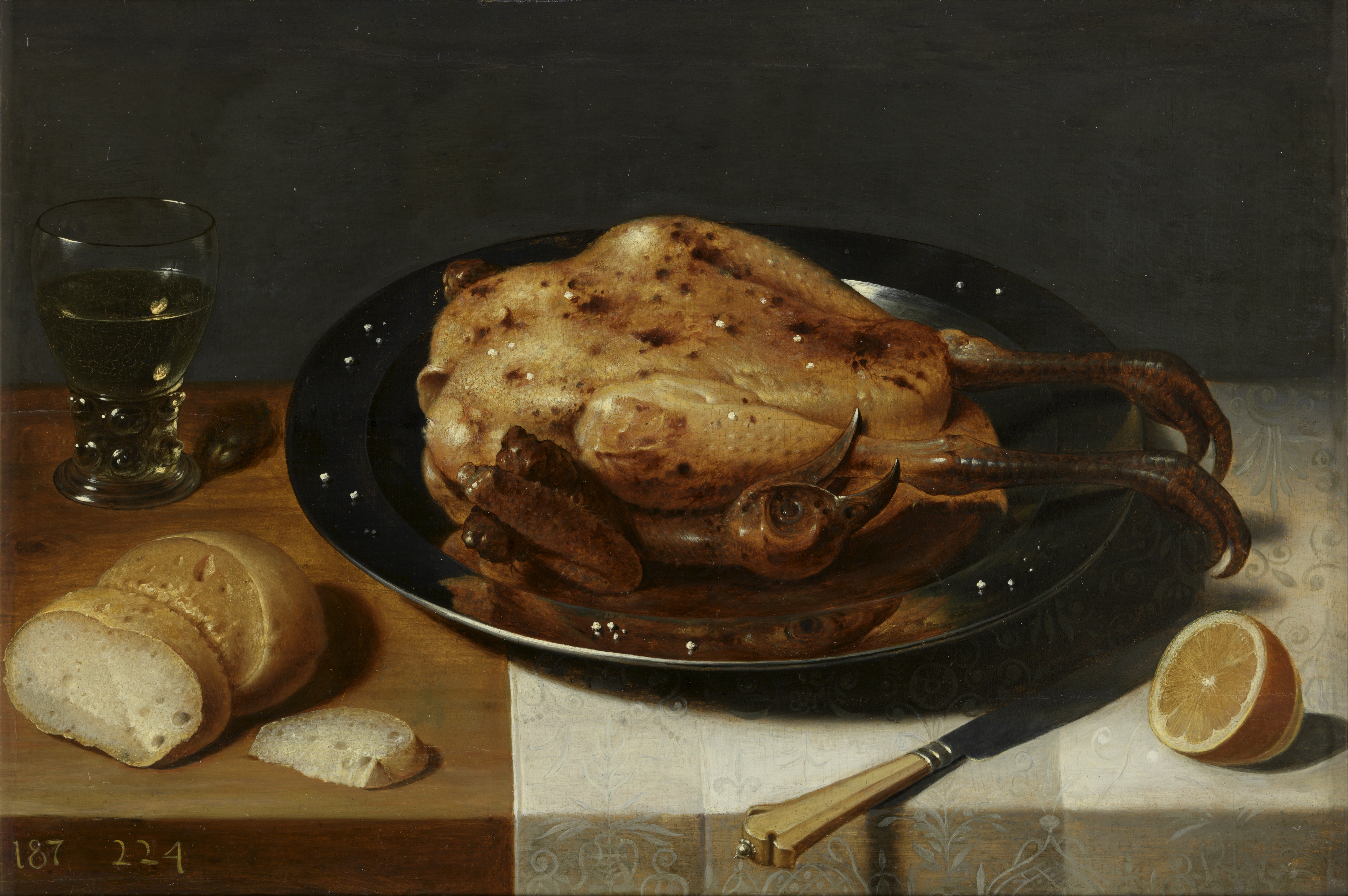
《레몬과 케이폰이 있는 정물화》, 다비드 레이크하르트 2세, 1616년경

케이폰의 기원은 논란의 여지가 있다. 고대 중국뿐만 아니라 고대 그리스와 고대 로마에서도 케이폰이 알려져 있었다.
케이폰에 대한 초기 기록은 로마 공화정 시기에 나타난다. 기원전 162년 제정된 파니아 법(Lex Fannia)은 곡물 소비 절약을 위해 암탉을 살찌우는 것을 금지했기 때문에, 로마인들은 대신 수탉을 거세했으며, 그 결과 크기가 두 배로 커졌다고 전해진다.:305 케이폰화는 이후 중세 전반에도 계속 이루어졌으며, 미식 관련 문헌들은 케이폰을 선호하는 가금류로 설명하고 있다. 당시 일반 농장의 닭은 농민의 음식으로 여겨졌고, 수도사들이 케이폰을 좋아한다는 민담도 전해졌다. :309
20세기 초 프랑스는 전국적으로 확립된 산업을 통해 케이폰화 전통을 강하게 유지하며 국제적으로 명성을 떨쳤다.
윌리엄 셰익스피어는 1600년경에 집필한 희곡 《당신 뜻대로》에서 ‘인생은 하나의 무대’(All the world's a stage)라는 유명한 독백을 통해 케이폰을 언급했다. 그는 케이폰을 부유층의 음식으로 묘사했다. 그 독백에서 인생을 일곱 단계로 설명하는데, 다섯 번째 단계는 지혜와 부를 축적한 중년의 남성이다. 셰익스피어는 그 단계를 “공정한 둥근 배를 가진 재판관, 좋은 케이폰으로 속을 채운 모습(The Justice, In fair round belly, with a good capon lin'd)”이라 표현했다. 또한 그의 작품 속 인물 존 팔스타프 경도 케이폰을 좋아하거나 좋아하는 것으로 암시된다.

## 케이폰화의 효과
케이폰화(Caponisation)는 수탉(코커렐)을 케이폰으로 만드는 과정이다. 케이폰화는 고환을 수술로 제거하거나, 에스트로겐(여성호르몬) 이식으로도 이루어질 수 있다. 두 방법 모두 숫닭의 남성 호르몬을 무효화하는 효과를 갖는다. 케이폰화는 수탉이 성숙하기 전에 이루어져야 하며, 그래야 남성 호르몬의 영향을 받지 않고 성장할 수 있다.
케이폰은 일반 수탉보다 공격성이 덜하다. 이로 인해 케이폰은 다루기가 쉬우며, 공격성이 낮아 다른 케이폰들과 함께 길러도 서로 싸우지 않는다.
성호르몬의 부재는 고기의 누린내(gamey)를 줄인다. 케이폰 고기는 코커렐(어린 수탉)이나 암탉보다 더 촉촉하고 부드러우며 맛도 좋다. 이는 케이폰이 성장하는 동안 호르몬 차이로 인한 것일 뿐 아니라, 케이폰이 수탉처럼 활발하게 움직이지 않아 고기가 더 부드럽고 지방이 많기 때문이다.
케이폰은 일반 수탉보다 머리, 볏, 고기수염이 더 작게 자란다.
산업용 육류 생산에서는 케이폰이 매우 드물다. 식용 닭들은 매우 빠르게 성숙하도록 개량되고 사육되기 때문에, 산업용 닭은 5주 만에 시장에 출하될 수 있다. 이러한 조건에서 생산된 케이폰은 일반 닭고기와 맛이 거의 차이가 없어 따로 케이폰을 생산할 필요가 없다.

## 전문 생산

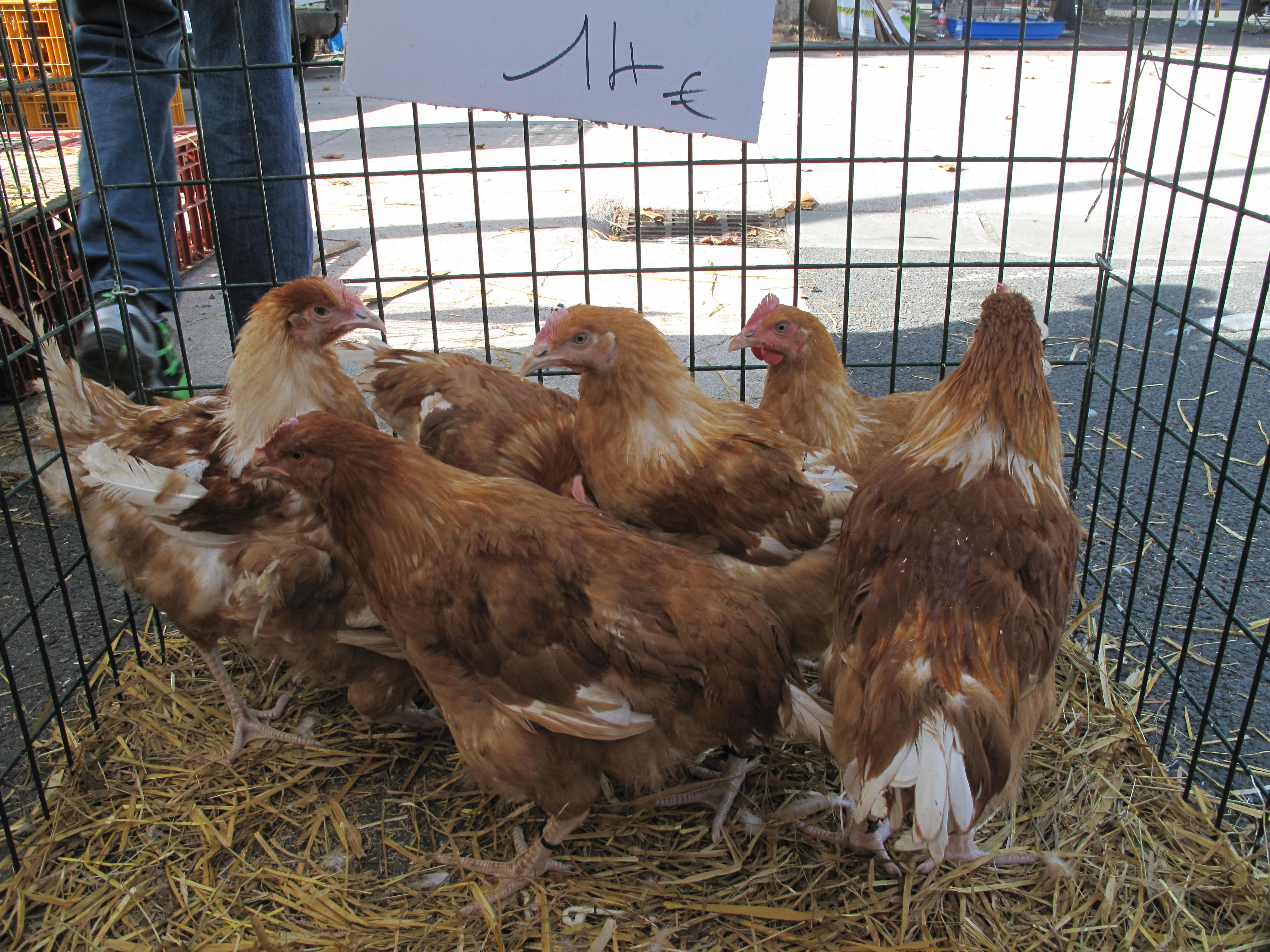
프랑스 시장의 케이폰

프랑스에서는 제르와 쥐라와 같은 여러 지역에서 케이폰을 생산한다. 브레스(Chapon de Bresse)에서는 케이폰이 별도의 원산지 명칭 보호를 받고 있으며, 이를 통해 다른 지역 케이폰과 구별된다. 브레스에서는 블루풋 품종(파트 블뢰, patte bleue)만을 사용해 케이폰을 생산하며, 특정한 사료를 급여해 다른 지역 및 품종의 케이폰보다 더 부드럽고 맛있는 고기를 만든다.
이탈리아 북부의 피에몬테, 프리울리베네치아줄리아주, 에밀리아로마냐주, 마르케주 등 여러 지역에서도 케이폰이 생산된다. 20세기 초 토스카나와 이탈리아 북부 지역에서는 크리스마스 가족 만찬의 주요 음식으로 케이폰이 자주 오르곤 했으며, 이는 농민이나 노동자 계층에게는 드물고 귀한 대접이었다.
스페인 요리에서는 케이폰이 크리스마스 시즌에 주로 먹히며, 북부 지방에서 특히 그렇다. 비랄바와 루고의 케이폰이 특히 유명하여 전국적으로 판매된다.
중국에서는 케이폰이 주로 춘절 음식으로 길러진다.
태국에서는 케이폰이 랏프라우의 ‘고콕(Go Kok)’, 방콕의 수쿰빗 로드 26에 위치한 ‘안안라오(An An Lao)’, ‘분통기(Boon Tong Kee)’ 방콕 지점 등에서 하이난 치킨라이스를 만드는 데 쓰이며, 이 외에도 많은 고급 광둥/태중(태국계 중국) 식당에서 사용된다.

## 합법성
영국에서는 1982년 ‘가축 복지(금지 수술) 규정 1982(The Welfare of Livestock (Prohibited Operations) Regulations 1982)’를 통해 물리적 케이폰화가 불법화되었다. 이는 2007년 ‘절단(허용 절차)(잉글랜드) 규정 2007(The Mutilations (Permitted Procedures) (England) Regulations 2007)’을 통해 가금류의 거세를 전면적으로 금지하면서 더욱 강화되었다. 그러나 거세된 동물을 수입하는 것은 불법이 아니며, 영국에서도 케이폰을 구매할 수 있다.

## 갤러리

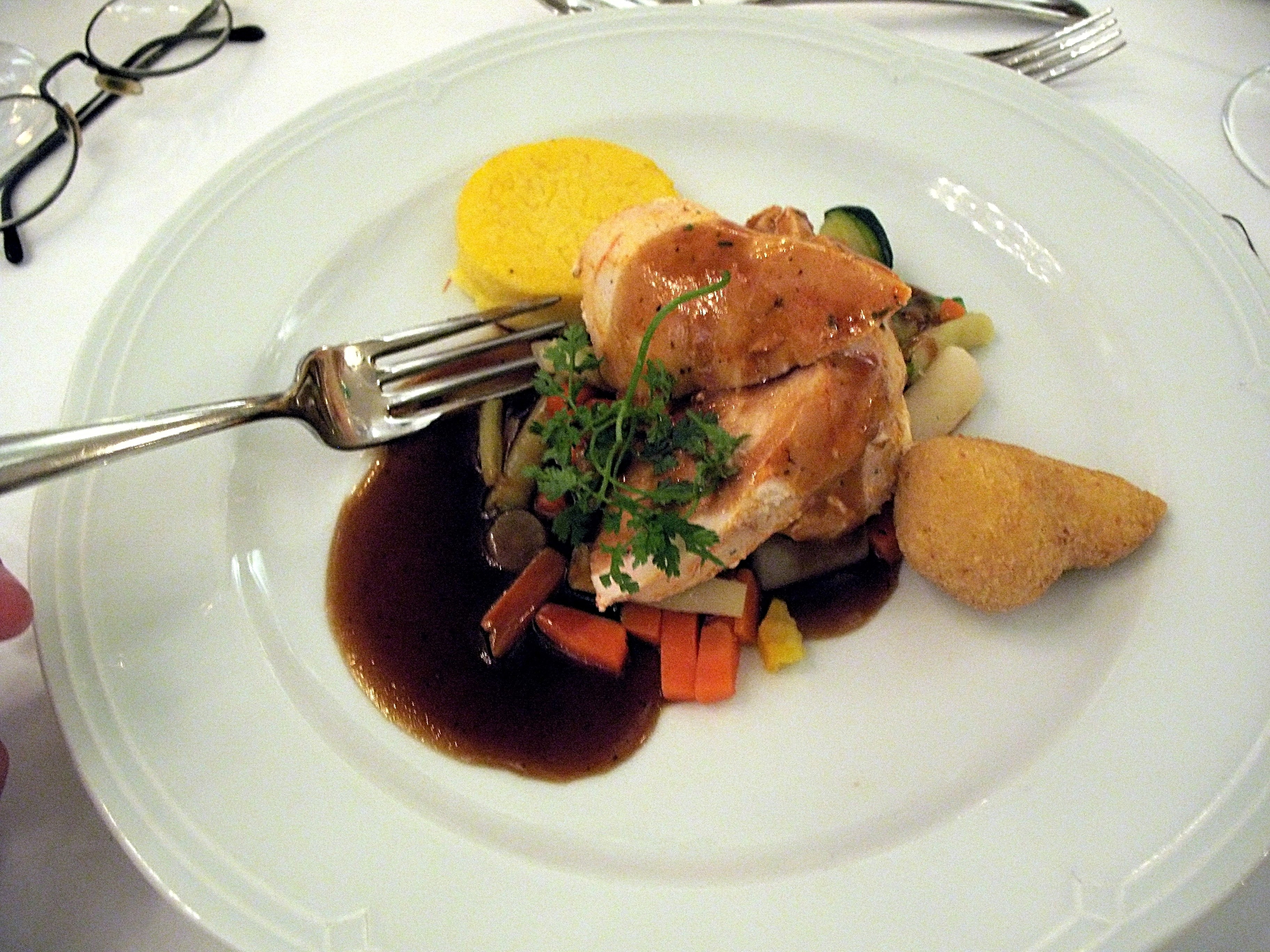
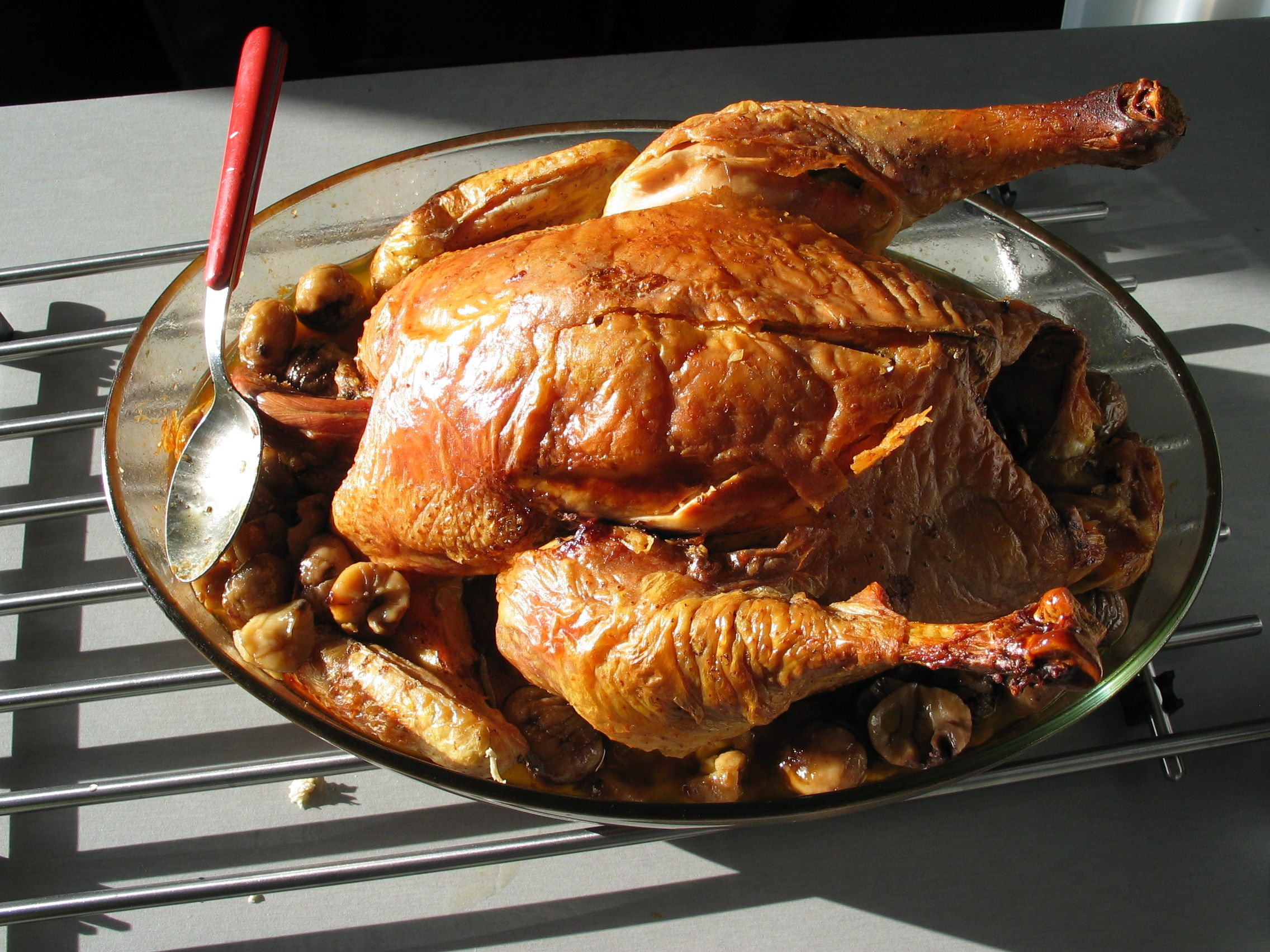
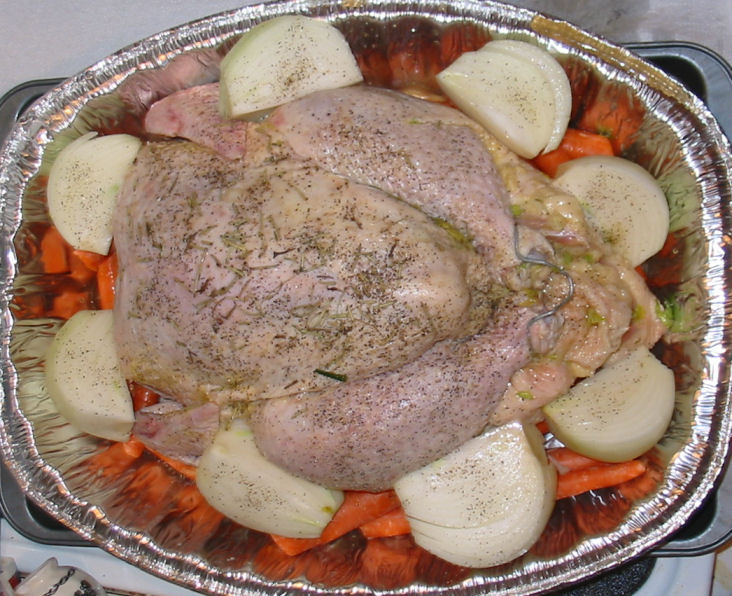
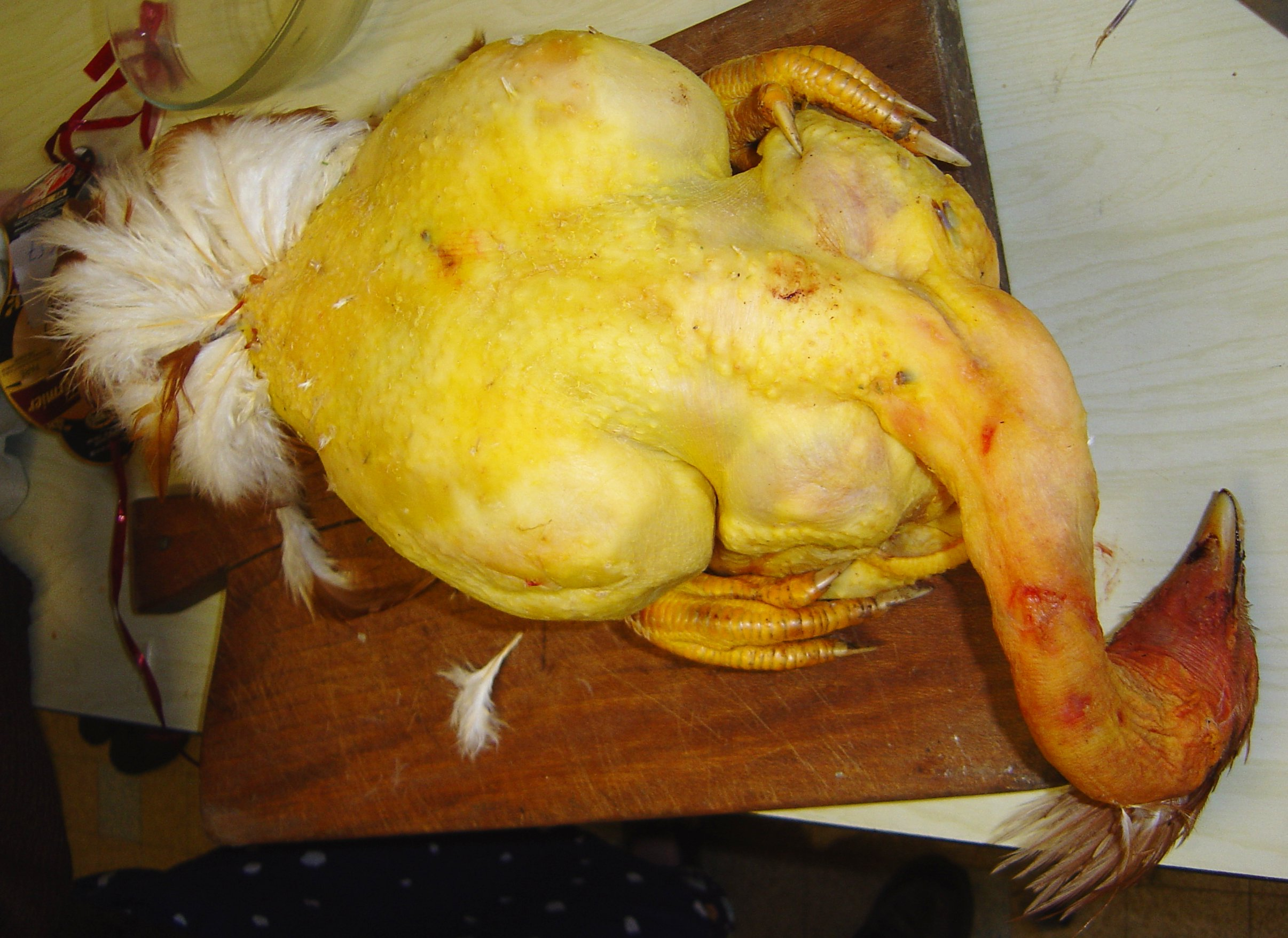
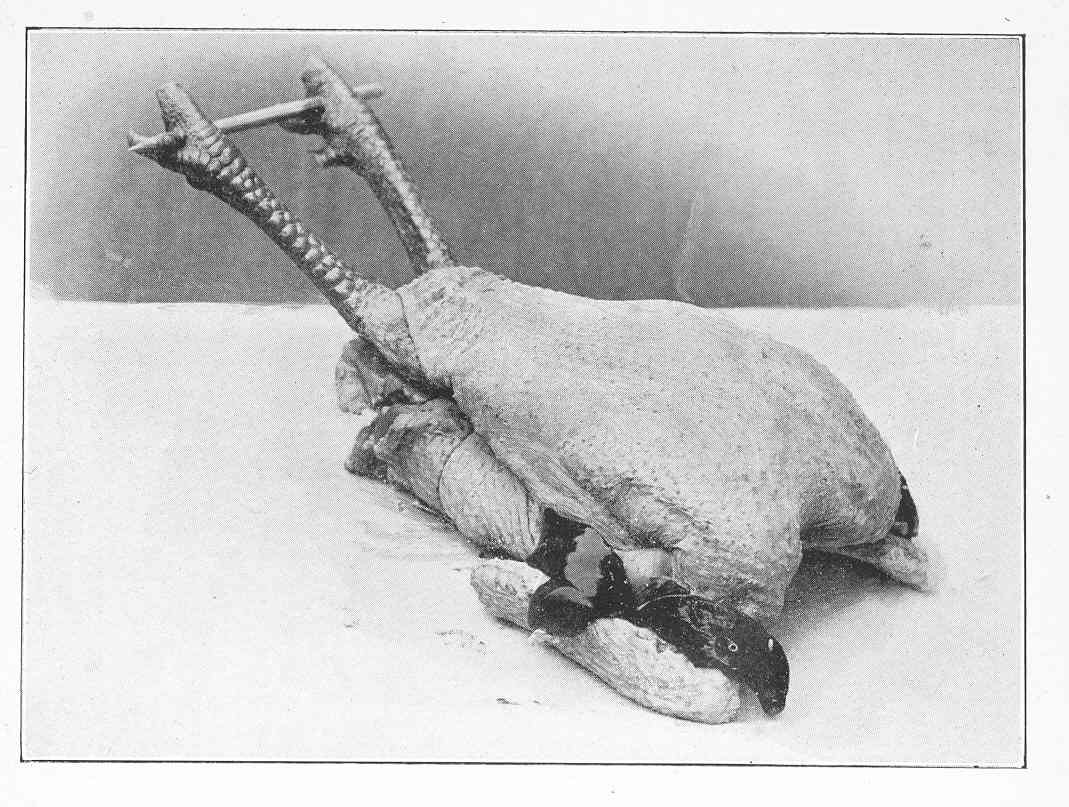
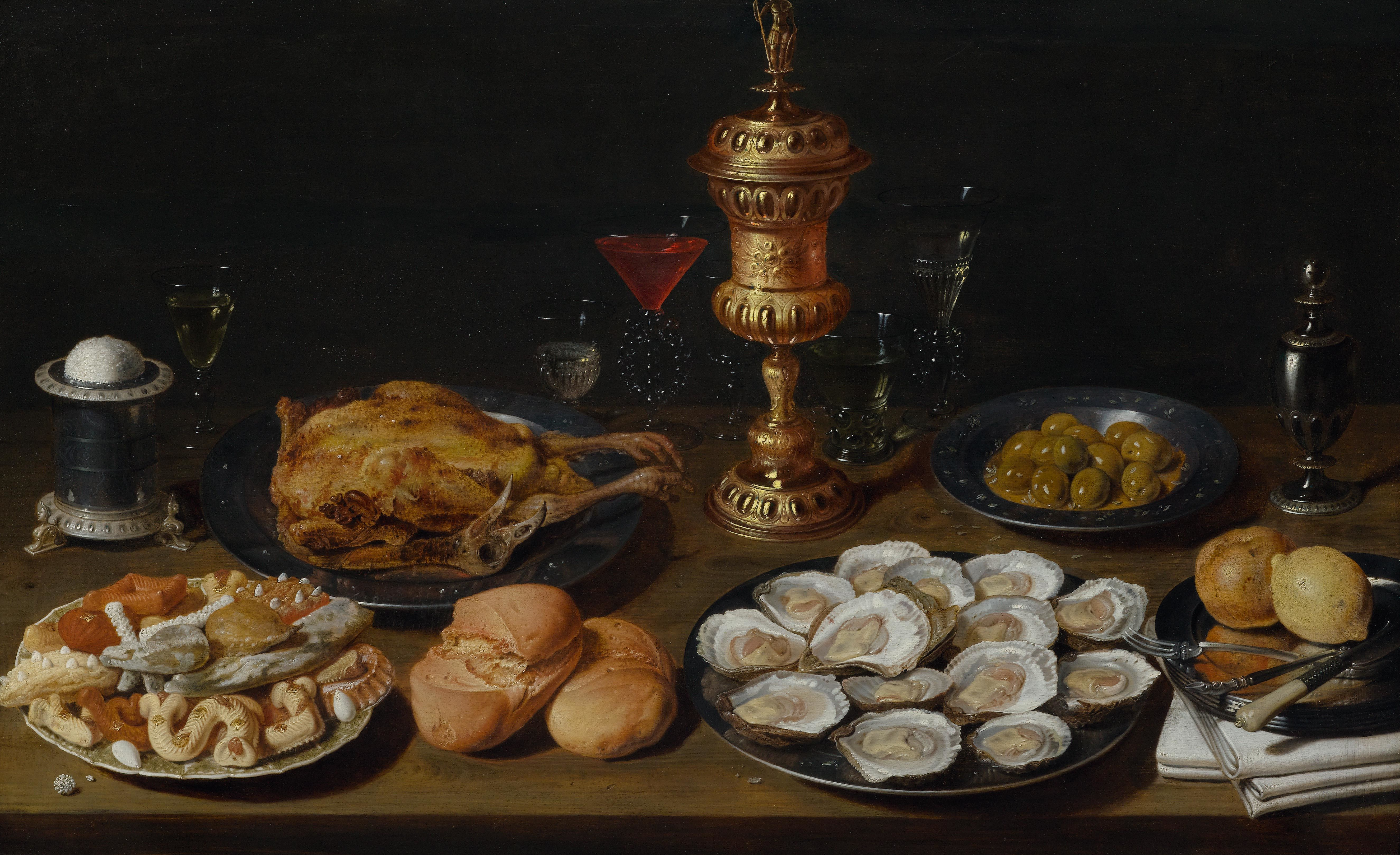

## 같이 보기
- 풀라루드(Poularde)